# Lotta Olsson (författare)
Lotta Sofi Olsson, under en period Olsson Anderberg, född 5 december 1973 i Rydebäck utanför Helsingborg, är en svensk författare, poet och dramatiker.

## Biografi
Lotta Olsson debuterade 1994 med sonettsamlingen Skuggor och speglingar som fick stor uppmärksamhet. Sonetterna i denna samling kombinerar de grekiska myterna om Persefone och Demeter med paralleller till samtida kvinnlig utsatthet, främst i form av ätstörningar. Rekviem över de alltjämt levande (1998) är en tankeroman ur en gammal mans perspektiv. Hon har skrivit dagsvers i Expressen under nio år, där en del av dessa verser finns utgivna i Dagsvers (2000). I sonettkransen Den mörka stigen (2003) återvände hon till den strängt bundna poesin.  
År 1999 gav Olsson ut barnboken Prata persilja, illustrerad av Maria Jönsson, som hon sedan har fortsatt samarbetet med i flera böcker. Böckerna om Morris har översatts till en rad språk.
Olsson har även översatt från engelska, både barnböcker och vuxenböcker, samt på senare år sökt sig mer och mer mot dramatiken och sångtextförfattandet, där hon bland annat samarbetat med musiker som Jojje Wadenius, Frida Hyvönen, Fredrik Meyer och Lill Lindfors.
Hon är sedan december 2017 ordförande i Lennart Hellsing-sällskapet.
Den 1 juli 1995 var Olsson sommarpratare i Sveriges Radio P1:s program Sommar.
Hon var mellan 1998 och 2001 gift med författaren Thomas Anderberg (1956–2013). Hon var senare gift med barnboksförfattaren Ulf Nilsson fram till hans död 2021. De har ett gemensamt barn, en son född 2006. I boken Jag som är kvar (2023), en bok starkt färgad av sorg men också av passion, beskriver hon känslor och reflektioner efter Nilssons bortgång.

### Vuxenlitteratur
- Dagsländor: dagsverser och teckningar (med illustrationer av Maria Jönsson, Helsingborgs Dagblad, 1992)
- Skuggor och speglingar: en sonettsvit (Bonniers, 1994)
- Rekviem över de alltjämt levande (Bonniers, 1998)
- Dagsvers (Bonniers, 2000)
- Den mörka stigen: en sonettkrans (Bonniers, 2003)
- Himmel i hav, dikter (Bonniers, 2012)
- De dödas verkliga antal, roman (Bonniers, 2016)
- Jag som är kvar. Stockholm: Polaris. 2023. Libris n4hsgfn6lvskxrnm. ISBN 9789180660686

### Barnlitteratur
- Prata persilja (med illustrationer av Maria Jönsson, Bonnier Carlsen, 1999)
- Pirater och prinsessor (med illustrationer av Maria Jönsson, Bonnier Carlsen, 2000)
- Hundliv (med illustrationer av Maria Jönsson, Bonnier Carlsen, 2001)
- Morris och strumpan (med illustrationer av Maria Jönsson, Bonnier Carlsen, 2002)
- Morris passar huset (med illustrationer av Maria Jönsson, Bonnier Carlsen, 2002)
- Morris på morgonen (med illustrationer av Maria Jönsson, Bonnier Carlsen, 2003)
- Morris på stora ängen (med illustrationer av Maria Jönsson, Bonnier Carlsen, 2004)
- Morris badar (med illustrationer av Maria Jönsson, Bonnier Carlsen, 2005)
- Morris på landet (med illustrationer av Maria Jönsson, Bonnier Carlsen, 2006)
- Morris och Griffo (med illustrationer av Maria Jönsson, Bonnier Carlsen, 2006)
- Morris hos frisören (med illustrationer av Maria Jönsson, Bonnier Carlsen, 2007)
- Elva år på jorden (Bonnier Carlsen, 2006)
- Tolv dagar i mitt liv (Bonnier Carlsen, 2007)
- Tretton ynka veckor (Bonnier Carlsen, 2008)
- Zucchini till en tax (med illustrationer av Maria Jönsson, Bonnier Carlsen, 2009)
- Konstiga djur (med illustrationer av Maria Nilsson Thore, Bonnier Carlsen, 2011)
- Bilen säger brum (med illustrationer av Charlotte Ramel, Bonnier Carlsen, 2012)
- En annan resa (med illustrationer av Maria Nilsson Thore, Bonnier Carlsen, 2012)
- Alla kläder på (med illustrationer av Charlotte Ramel, Bonnier Carlsen, 2012)
- Tro på tomten (tillsammans med Benjamin Chaud, Rabén & Sjögren, 2013)
- Promenad (med illustrationer av Maria Jönsson, Bonnier Carlsen, 2013)
- Meningen med livet (med illustrationer av Maria Nilsson Thore, Bonnier Carlsen, 2013)
- Liten, liten snälling (med illustrationer av Charlotte Ramel, Bonnier Carlsen, 2013)
- Här är stora näsan (med illustrationer av Charlotte Ramel, Bonnier Carlsen, 2013)
- Från ambulans till ökenjeep : en alfabetsresa (med illustrationer av Mati Lepp, Bonnier Carlsen, 2013)
- Trycka knappen (med illustrationer av Charlotte Ramel, Bonnier Carlsen, 2014)
- Mmm äta mat (med illustrationer av Charlotte Ramel, Bonnier Carlsen, 2014)
- Världen på vinden (med illustrationer av Benjamin Chaud, Rabén & Sjögren, 2015)
- Lämnad ensam (med illustrationer av Maria Nilsson Thore, Bonnier Carlsen, 2015)
- Något lurt (med illustrationer av Maria Nilsson Thore, Bonnier Carlsen, 2016)
- Mitt bland stjärnor (med illustrationer av Olof Landström, Lilla Piratförlaget, 2016)
- Livet är nu (med illustrationer av Charlotte Ramel, Bonnier Carlsen, 2016)
- Måste du! (med illustrationer av Maria Nilsson Thore, Bonnier Carlsen 2017)
- När vi blundar (med illustrationer av Olof Landström, Lilla Piratförlaget, 2018)
- Just nu (med illustrationer av Olof Landström, Lilla Piratförlaget 2019)
- Litenpoesi (med illustrationer av Charlotte Ramel, Bonnier Carlsen, 2020)
- God natt, min nalle (med illustrationer av Anna Lindsten, Bonnier Carlsen, 2020)
- Ledsen  (med illustrationer av Emma AdBåge, Rabén & Sjögren, 2020)
- Så växer världen (med illustrationer av Maria Nilsson Thore, Lilla Piratförlaget, 2020)
- Glad (med illustrationer av Emma AdBåge, Rabén & Sjögren, 2021)
- Rädd (med illustrationer av Emma AdBåge, Rabén & Sjögren, 2022)
- Arg (med illustrationer av Emma AdBåge, Rabén & Sjögren, 2023)
- Kroppen (med illustrationer av Olof Landström, Lilla Piratförlaget, 2024)
- Molnet (med illustrationer av Aleksandra Runde, Lilla Piratförlaget, 2025)

### Översättningar (urval)
- Debi Gliori: Vad som än händer (No matter what) (Bonnier Carlsen, 1999)
- Sally Gardner: Prinsessagoboken (A book of princesses) (Bonnier Carlsen, 2001)
- Lauren Child: Absolut jag, Clarice Bean (Utterly me, Clarice Bean) (Rabén & Sjögren, 2003)
- David Benedictus: Tillbaka till Sjumilaskogen: nya äventyr med Nalle Puh (Return to the Hundred Acre Wood) (Bonnier Carlsen, 2009)

### Pjäser (manus, sångtexter)
- Bakgårdens orkester (musik: Jojje Wadenius), premiär 2014
- Närmare döden (musik: Fredrik Meyer), premiär 2016
- Prata högre, Karin! (musik: Jojje Wadenius), premiär 2017
- Lilla stora livet (tillsammans med Ulf Nilsson, musik: Frida Hyvönen), premiär 2017
- Svärmor kommer! (tillsammans med Lolo Amble och Catharina Allvin), premiär 2017
- Och så levde de lyckliga, premiär 2018
- First lady, premiär 2018
- Händer (musik: Lill Lindfors, Fredrik Meyer, Jojje Wadenius), premiär 2019
- Stora drömmar (tillsammans med Hans Marklund, musik: Christopher Dominique), premiär 2019
- Jag kommer hem (musik: Malin Hülphers), kortopera, premiär 2020
- Firma masker & magi (tillsammans med Ulf Nilsson, musik: Amason), premiär 2020
- I väntan på entré, premiär 2021

## Priser och utmärkelser
- 1994 – Lilla priset, Samfundet De Nio
- 1994 – Johannes Edfelt-priset
- 1998 – Pris från Nils Ferlin-sällskapet
- 2001 – Gerard Bonniers stipendium för kulturjournalistik
- 2010 – Lennart Hellsing-priset för Zucchini till en tax
- 2011 – BMF-Barnboksplaketten för Konstiga djur
- 2012 – Kallebergerstipendiet från Svenska Akademien
- 2014 – Sigtunastiftelsens författarstipendium
- 2018 – Vinterpriset, Samfundet De Nio
- 2020 – Natur & Kulturs särskilda stipendium
- 2024 – Expressens Heffaklump[7]
- 2025 – Svenska Akademiens pris till framstående författare av barn- och ungdomslitteratur

## Källhänvisningar
1. 1 2   Lotta Olsson i Nationalencyklopedins nätupplaga. Läst 12 februari 2015.
2. ↑  ”Dagens sommarpratare: Lotta Olsson”. Svenska Dagbladet. 1 juli 1995. https://www.svd.se/arkiv/1995-07-01/39.
3. ↑   Vem är det 2007: svensk biografisk handbok. Malmö: Nationalencyklopedin. 2006. sid. 27–28. Libris 10171521. ISBN 91-975132-7-X Anderberg, H Thomas, författare, docent, Stockholm
4. ↑   Sveriges dödbok 1901–2013 Swedish death index 1901-2013 (Version 6.0). Solna: Sveriges släktforskarförbund. 2014. Libris 17007456. ISBN 9789187676642
5. ↑  ”Lotta Olsson: ”Cancerbeskedet var en sorg, men också en stor lättnad””. DN.se. 10 september 2022. https://www.dn.se/kultur/lotta-olsson-cancerbeskedet-var-en-sorg-men-ocksa-en-stor-lattnad/. Läst 5 mars 2025.
6. ↑  Kerstin Särneö (13 augusti 2023). ””Jag upplevde sorg och stark attraktion samtidigt””. Expressen. https://www.expressen.se/amelia/jag-upplevde-sorg-och-stark-attraktion-samtidigt. Läst 17 augusti 2023.
7. ↑  Kristin Lundell (4 mars 2025). ”Lotta Olsson får Expressens barnkulturpris Heffaklumpen”. www.expressen.se. https://www.expressen.se/kultur/jag-har-varit-valdigt-upptagen-av-doden/. Läst 4 mars 2025.